# Radomilická mokřina
Radomilická mokřina je přírodní rezervace v Českobudějovické pánvi ležící 0,5 km severně od Radomilic. Předmětem ochrany jsou mokřady s bohatým výskytem zvláště chráněných druhů rostlin typické pro mokřadní vegetaci (např. hrachor bahenní, žebratka bahenní, hořec hořepník) a živočichů (např. kuňka obecná, nazývaná též kuňka ohnivá) a krajinně ekologickým významem. Současně se jedná o významné hnízdiště a stanoviště vodního ptactva.
Rezervace zahrnuje nivu Radomilického potoka s menším rybníkem. Rozkládá se na ploše 45,46 ha (jiný zdroj k roku 2011 uvádí 45,41 ha) a na severní hranici se kolem rezervace nachází ochranné pásmo o velikosti 8,83 ha. Byla vyhlášena v roce 1991. Oblast je vyhlášena současně jako evropsky významná lokalita a vyjma toho je významným botanickým a ornitologickým místem.

## Lokalita
Radomilická mokřina se nachází severně od obce Radomilice a západně od obce Záblatí, obě části obce Dříteň v okrese České Budějovice. Lokalita leží na pravém a levém břehu Radomilického potoka v nadmořské výšce mezi 393 až 400 metrů. Zmiňovaný potok skrze přírodní rezervaci protéká a vlévá se nedaleko hranice rezervace do Strpského rybníka. Rezervace se tak částečně nachází na nivě tohoto potoka. Jižní až západní okraj rezervace je lemován železniční tratí Protivín–Zliv. Na severu a východě se nachází zemědělské plochy využívané jako louky a pole.

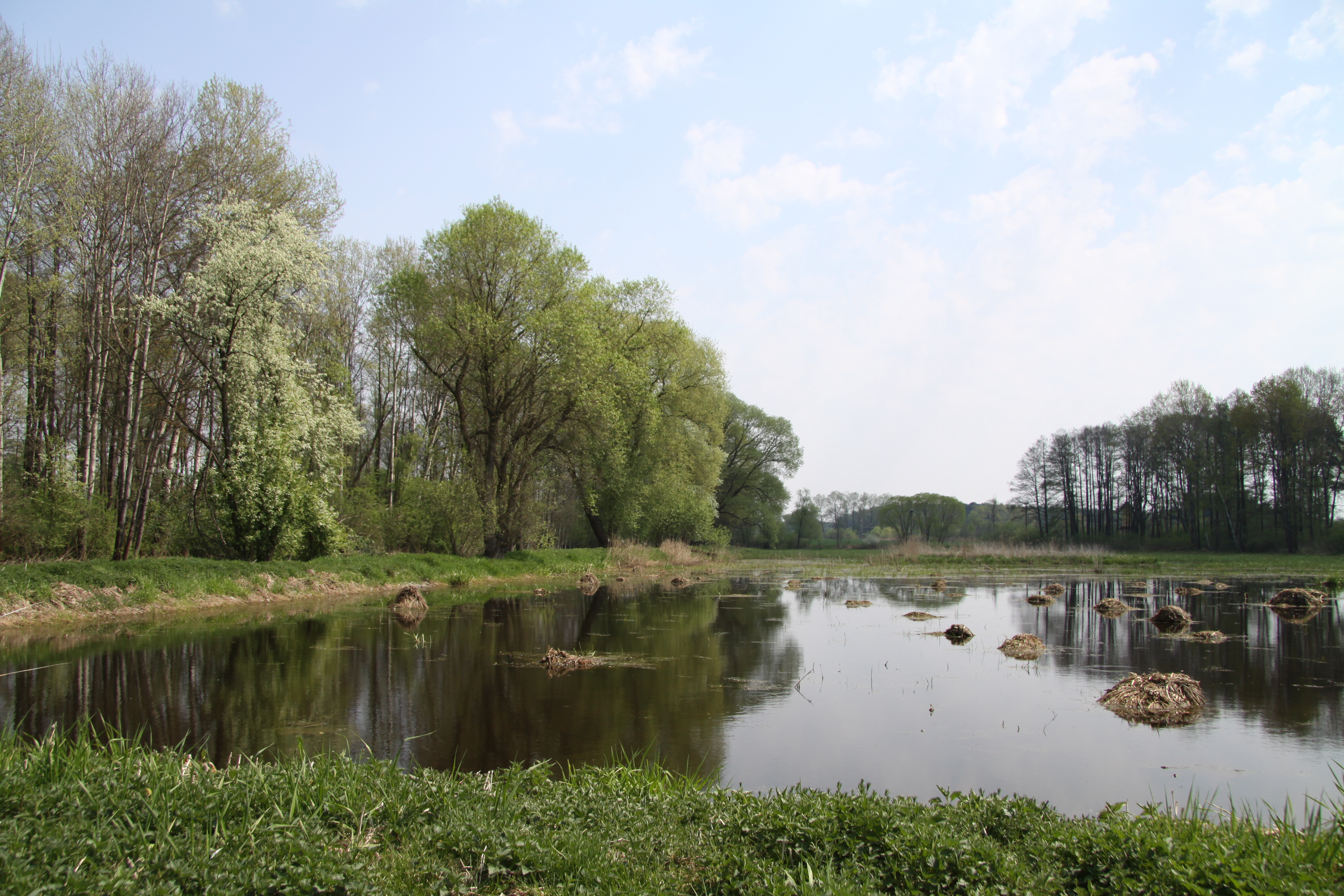
Detailní pohled na rybník v oblasti mokřiny

Z geomorfologického hlediska je oblast situována v Českobudějovické pánvi. Povodím spadá oblast rezervace do povodí řeky Otavy.

## Historie

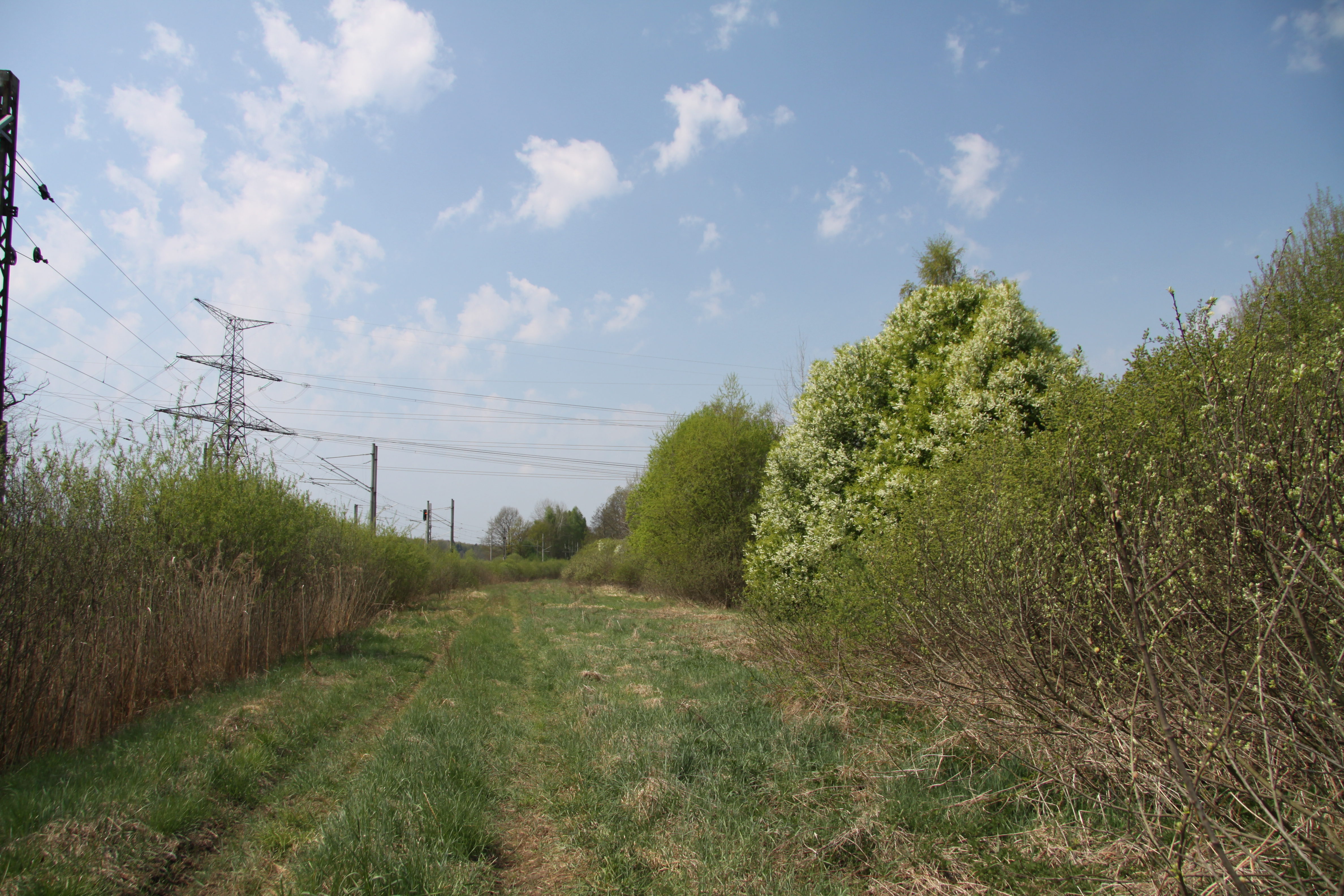
Jedna strana rezervace je ohraničena železnicí

Přírodní rezervace byla vyhlášena 30. prosince 1991 v rozsahu 47 ha vyhláškou Okresního úřadu v Českých Budějovicích o zřízení chráněných přírodních výtvorů ochrany přírody. Během znovuvyhlášení rezervace ze dne 19. července 2011 došlo ke zmenšení rozlohy území na velikost 45,51 ha vlivem přesnějšího zaměření hranice rezervace. Během znovuvyhlášení došlo ke zrušení předchozího předpisu.
22. prosince 2004 došlo k vyhlášení oblasti jako evropsky významná lokalita pod kódem CZ0313116. Rozloha evropsky významné lokality je 47,4734 ha. Důvodem vyhlášení byl výskyt kuňky obecné (Bombina bombina).

## Přírodní poměry
Podloží lokality je tvořeno biotitickou pararulou, na které se nachází třetihorní jílovité písky mydlovarského souvrství. Na třetihorních píscích se nachází čtvrtohorní deluviofluviální sedimenty. Půdní profil tvoří široký pás pseudoglejů a to převážně na mírně ukloněných svazích. V oblasti nivy potoka se nachází gleje s charakteristickými přechody ke gleji organozemnímu a organozemi.

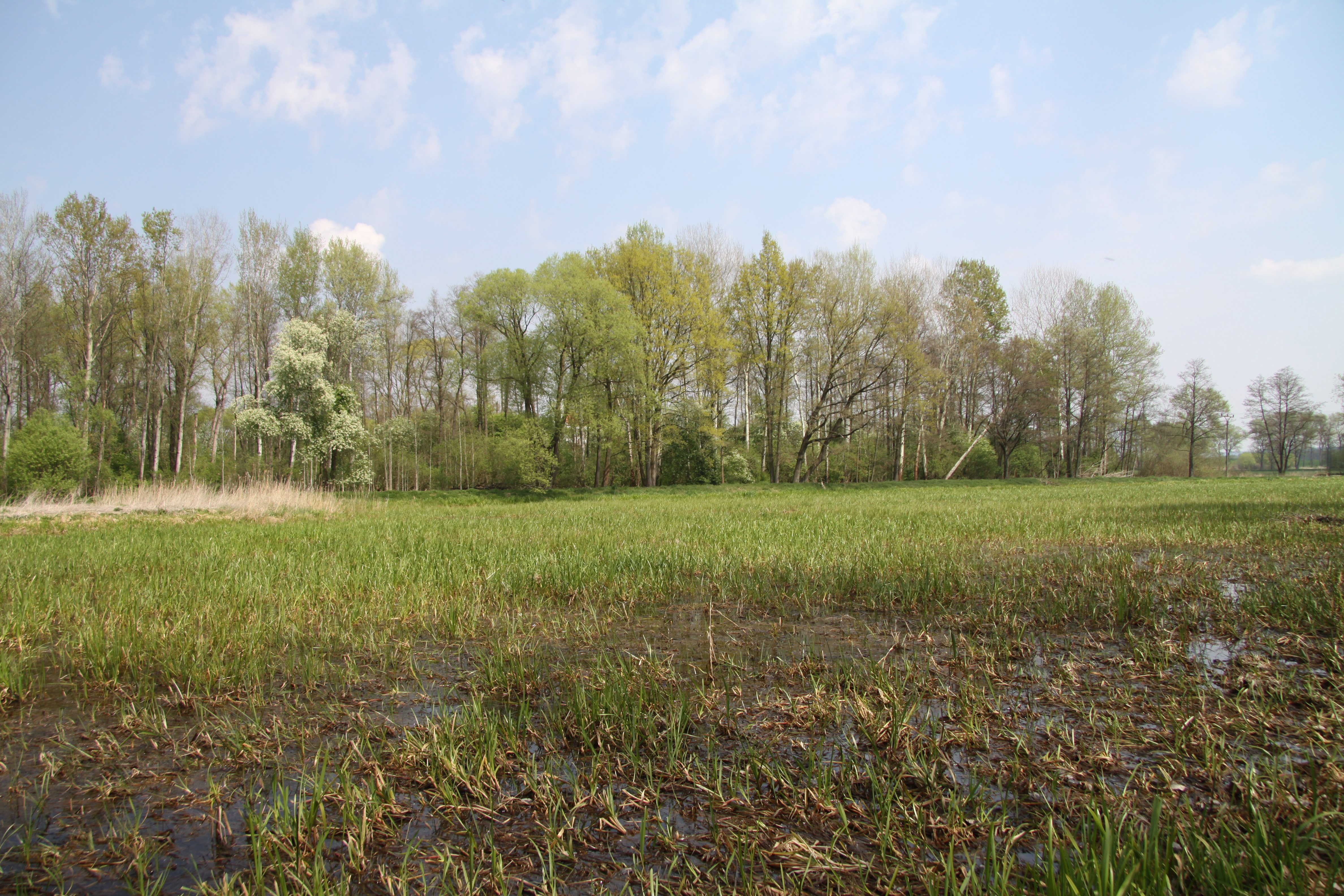
Velká část rybníka je silně zarostlá vegetací

Radomilická mokřina výrazně reaguje na změny počasí v průběhu let. Pokud je suché léto, je oblast téměř bez vody, naopak ve vlhkých letech je lokalita téměř celá zaplavena.

### Flóra
Oblast rezervace je tvořena převážně stanovišti bezkolencových luk na vápenitých, rašelinných či hlinito-jílovitých půdách. Toto stanoviště zabírá celkem přes 27 % území. Na přibližně stejně velké rozloze se vyskytují střídavě vlhké bezkolencové louky. Přes 20 % území je porostlé vegetací vysokých ostřic náležejících ke svazkům Phragmition communis a Caricion gracilis, a přes 10 % pak rákosinami eutrofních stojatých vod. Z dalších společenstev žádné nepřesahuje svým výskytem 10 %.
Z vysokých ostřic se zde vyskytuje hlavně chrastice rákosovitá (Phalaris arundinacea), zblochan vodní (Glyceria maxima), rákos obecný (Phragmites australis) a ostřice štíhlá (Carex gracilis). Dříve byl na lokalitě uváděn i hrachor bahenní (Lathyrus palustris), který byl ale při pozdějším výzkumu dle některých zdrojů nepotvrzen. Jiný zdroj ale stále uvádí hrachor bahenní na lokalitě jako přítomný.

### Fauna

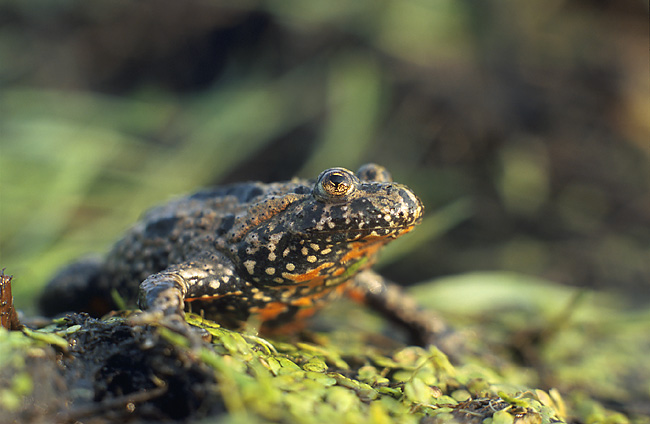
Kuňka obecná

Rezervace je důležitým stanovištěm kuňky obecné (Bombina bombina), která se zde vyskytuje v počtu několika desítek volajících samců v době rozmnožování. Vyjma kuňky obecné se zde vyskytuje i celá řada dalších obojživelníků, hlavně skokan ostronosý (Rana arvalis), skokan zelený (Rana kl. esculenta) a rosnička zelená (Hyla arborea). Z bezobratlých se zde vyskytuje například vážka Sympecma fusca a Lestes barbarus, pilatka  Croesus varus či kobylka Conocephalus dorsalis. Oblast slouží také jako významné hnízdiště vodního a mokřadního ptactva. Jedná se například o čejku chocholatou (Vanellus vanellus), vodouše rudonohého (Tringa totanus) či bekasinu otavní (Gallinago gallinago).

## Ochrana

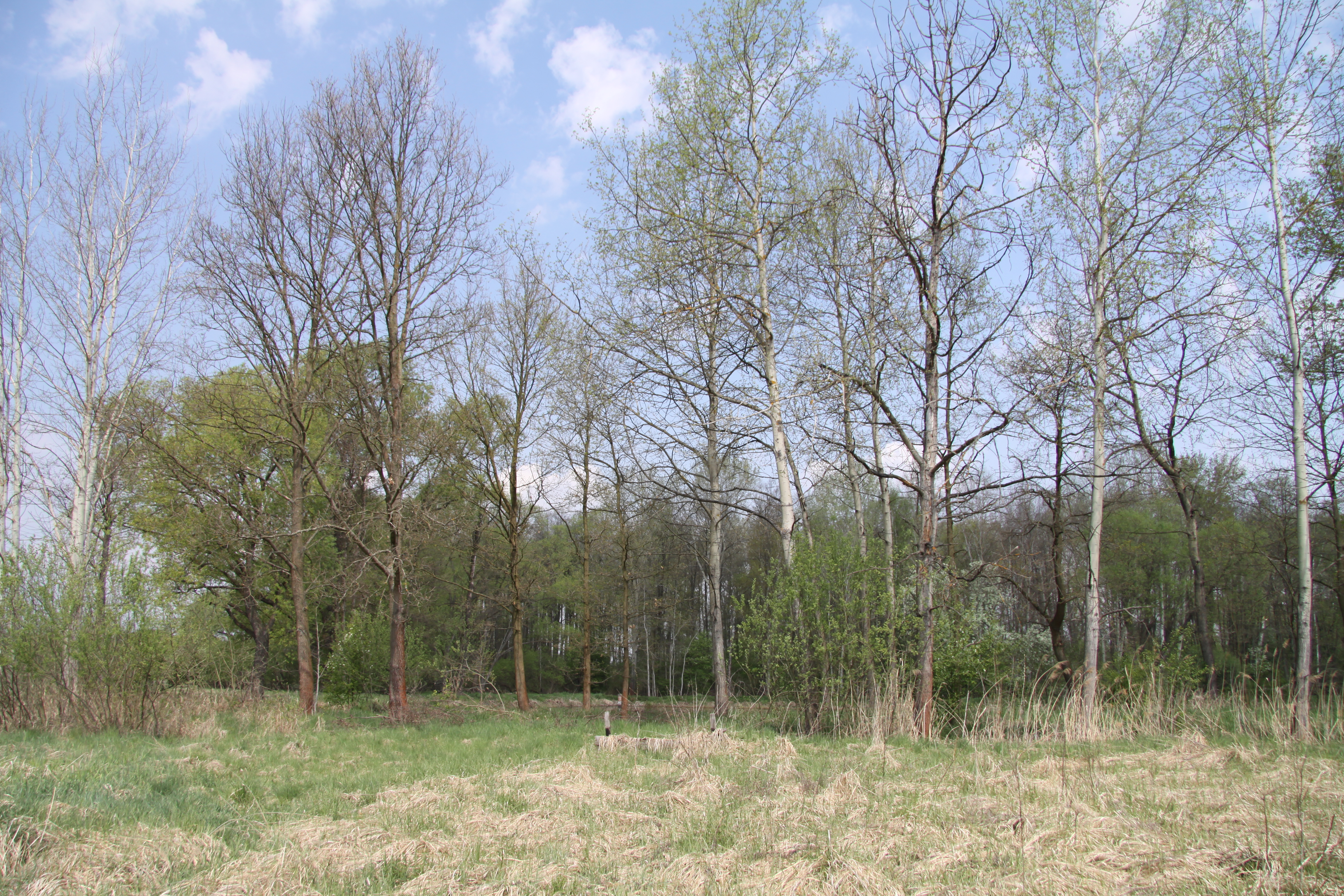

Přírodní rezervace Radomilická mokřina je ohrožována vysoušením mokřiny a změnou v hospodaření na lokalitě i v okolí. Jelikož se na místě postupně upouští od hospodaření na přilehlých loukách, může dojít k rozpadu cenných lučních společenstev. Taktéž zemědělská činnost v blízkosti má za následek vyšší přísun živin na stanoviště a tedy postupné vytlačování původních druhů nitrofilními. Tento přísun materiálu nastává převážně v době vydatných dešťů, kdy se Radomilický potok může na lokalitu rozlít a přinést jemnozrnný sediment bohatý na živiny a případně s vysokým obsahem pesticidů. Dalším potenciálním nebezpečím by byla snaha obnovit rybaření na zarostlém a částečně vypuštěném rybníku, který tvoří významnou část lokality. Tento rybník byl obnoven v roce 2004 ze zdrojů revitalizace říčních systémů. Péči o rezervaci zajišťuje dle zákona Jihočeský kraj.
V současnosti dochází k regulaci hladiny vody v rybníku a tedy k ovlivňování hydrologických poměrů. K tomu se využívá postavené hradítko z 90. let 20. století na odvodňovací stoce při severozápadním okraji lokality. Toto hradítko bylo koncem roku 2004 znovuvybudováno. Význam hradítka spočívá v tom, že v době dlouhodobého sucha zadržuje vodu na lokalitě. Nicméně pro jeho správnou funkčnost je třeba jeho pravidelná kontrola. Ta se nepovedla zajistit v roce 2005, což se nepříznivě projevilo na rozmnožování kuňky obecné. Taktéž na místech kulturní a ostřicové louky dochází ke kosení vzrostlého porostu, čímž se daří zpomalovat postup sukcese (především zazemňování).